# (523794) 2015 RR245
(523794) 2015 RR245, também escrito como (523794) 2015 RR245, é um possível planeta anão no cinturão de Kuiper. Foi descoberto em fevereiro 2016 e tem uma órbita de 700 anos.  Ele possui uma magnitude absoluta de 3,6 e tem um diâmetro estimado em cerca de 540 quilômetros, ou em torno de 630 quilômetros. Devido ao seu tamanho relativamente grande, o mesmo é considerado um forte candidato a ser classificado como planeta anão.
Com um período orbital estimado em torno de 700 anos, (523794) 2015 RR245 está próximo de sua maior aproximação em relação ao Sol, ponto que deverá atingir no ano de 2096.

## Descoberta
Astrônomos primeiro notaram (523794) 2015 RR245 em fevereiro como um pontinho da luz à deriva em imagens tiradas no dia 9 de setembro de 2015. pelo telescópio Canadá-França-Havaí, no Havaí.

## Órbita
A órbita de (523794) 2015 RR245 tem uma excentricidade de 0,550 e possui um semieixo maior de 76,561 UA. O seu periélio leva o mesmo a uma distância de 34,459 UA em relação ao Sol e seu afélio a 119 UA.